# Torneo Copa Centenario de Guatemala 2009
El Torneo Copa Centenario 2009 fue la quinta edición del certamen. Se inició el 18 de febrero y terminó el 20 de mayo de 2009. El campeón de esta edición fue Comunicaciones que venció en la final a doble partido a Zacapa quien por primera vez llegaba a una final de copa, el resultado final fue de 5 a 1 en el global a favor de Comunicaciones.

## Primera ronda
Eliminatoria disputada a doble partido. Los encuentros de ida se disputaron el 18 de febrero y los de vuelta el 24 y 25 de febrero.
| Equipo local ida         | Resultado  | Equipo visitante ida | Ida | Vuelta |
| ------------------------ | ---------- | -------------------- | --- | ------ |
| Coatepeque               | 1-3        | Xelajú MC            | 1-2 | 0-1    |
| Peñarol La Mesilla       | 3-4        | Xinabajul            | 2-3 | 1-1    |
| La Gomera                | 1-4        | Amatitlán            | 0-3 | 1-1    |
| Juventud Retalteca       | 2-3        | Suchitepéquez        | 2-1 | 0-2 ²  |
| América de Chimaltenango | 3-4        | Antigua GFC          | 1-1 | 2-3    |
| Mixco                    | 1-6        | Comunicaciones       | 1-2 | 0-4    |
| Nueva Concepción         | 3-5        | Malacateco           | 2-0 | 1-5    |
| San Pedro                | 1-4        | Marquense            | 1-2 | 0-2    |
| Jaguares Cotzumalguapa   | 2-1        | Aurora               | 2-1 | 0-0    |
| San Benito               | 1-3        | Heredia              | 1-2 | 0-1    |
| Sacachispas              | 2-5        | Zacapa               | 1-2 | 1-3    |
| Deportivo Achuapa        | 3-3 (g.v.) | Mictlán              | 3-1 | 0-2    |
| Sanarate                 | 0-7        | Jalapa               | 0-1 | 0-6    |
| Teculután                | 0-7        | Guastatoya           | 0-7 | 0-0    |
| Aurora                   | 0-4        | Municipal            | 0-2 | 0-2    |
| Carchá                   | 2-2 (g.v.) | Coban Imperial       | 2-1 | 0-1    |
| Universidad SC           | 1-7        | Petapa               | 1-2 | 0-5    |

² Partido disputado el 24 de febrero.

## Segunda ronda
Eliminatoria disputada a doble partido. Los encuentros de ida se disputaron el 3 y 4 de marzo y los de vuelta el 11 de marzo.
| Equipo local ida | Resultado      | Equipo visitante ida | Ida   | Vuelta |
| ---------------- | -------------- | -------------------- | ----- | ------ |
| Xinabajul        | 3-2            | Xelajú MC            | 3-1 ³ | 0-1    |
| Amatitlán        | 1-2            | Suchitepéquez        | 1-1   | 0-1    |
| Antigua GFC      | 2-4            | Comunicaciones       | 2-2   | 0-2    |
| Malacateco       | 5-5 (g.v.)     | Marquense            | 2-1   | 3-4    |
| Zacapa           | 2-1            | Jaguares             | 2-1   | 0-0    |
| Mictlán          | 1-1 (0-3 Pen.) | Jalapa               | 1-0   | 0-1    |
| Guastatoya       | 3-4            | Municipal            | 2-2   | 1-2    |
| Coban Imperial   | 2-4            | Petapa               | 2-2   | 0-2    |

³ Partido disputado el 3 de marzo.

## Fase final
|  | Cuartos de final                       | Cuartos de final                       | Cuartos de final                       |   |               | Semifinales                               | Semifinales                               | Semifinales                               |  |  | Final                                | Final                                | Final                                |
|  | 25 de marzo (ida) 15 de abril (vuelta) | 25 de marzo (ida) 15 de abril (vuelta) | 25 de marzo (ida) 15 de abril (vuelta) |   |               | 28 y 29 de abril (ida) 6 de mayo (vuelta) | 28 y 29 de abril (ida) 6 de mayo (vuelta) | 28 y 29 de abril (ida) 6 de mayo (vuelta) |  |  | 13 de mayo (ida) 20 de mayo (vuelta) | 13 de mayo (ida) 20 de mayo (vuelta) | 13 de mayo (ida) 20 de mayo (vuelta) |
|  |                                        |                                        |                                        |   |               |                                           |                                           |                                           |  |  |                                      |                                      |                                      |
|  | Xinabajul                              | 2                                      | 0                                      |   |               |                                           |                                           |                                           |  |  |                                      |                                      |                                      |
|  | Suchitepéquez                          | 3                                      | 3                                      |   |               |                                           |                                           |                                           |  |  |                                      |                                      |                                      |
|  | Suchitepéquez                          | 3                                      | 3                                      |   | Suchitepéquez | 1                                         | 0                                         |                                           |  |  |                                      |                                      |                                      |
|  |                                        |                                        |                                        |   | Suchitepéquez | 1                                         | 0                                         |                                           |  |  |                                      |                                      |                                      |
|  |                                        | Comunicaciones                         | 1                                      | 4 |               |                                           |                                           |                                           |  |  |                                      |                                      |                                      |
|  | Malacateco                             | Comunicaciones                         | 1                                      | 4 | 3             | 0                                         |                                           |                                           |  |  |                                      |                                      |                                      |
|  | Malacateco                             |                                        |                                        |   | 3             | 0                                         |                                           |                                           |  |  |                                      |                                      |                                      |
|  | Comunicaciones                         | 1                                      | 2                                      |   |               |                                           |                                           |                                           |  |  |                                      |                                      |                                      |
|  |                                        |                                        |                                        |   |               |                                           |                                           |                                           |  |  | Comunicaciones                       | 5                                    |                                      |
|  |                                        |                                        | Zacapa                                 | 1 |               |                                           |                                           |                                           |  |  |                                      |                                      |                                      |
|  | Zacapa                                 | 3                                      | 0                                      |   |               |                                           |                                           |                                           |  |  |                                      |                                      |                                      |
|  | Jalapa                                 | 1                                      | 1                                      |   |               |                                           |                                           |                                           |  |  |                                      |                                      |                                      |
|  | Jalapa                                 | 1                                      | 1                                      |   | Zacapa        | 2                                         | 0                                         |                                           |  |  |                                      |                                      |                                      |
|  |                                        |                                        |                                        |   | Zacapa        | 2                                         | 0                                         |                                           |  |  |                                      |                                      |                                      |
|  |                                        | Petapa                                 | 0                                      | 1 |               |                                           |                                           |                                           |  |  |                                      |                                      |                                      |
|  | Petapa                                 | Petapa                                 | 0                                      | 1 | 0             | 1                                         |                                           |                                           |  |  |                                      |                                      |                                      |
|  | Petapa                                 |                                        |                                        |   | 0             | 1                                         |                                           |                                           |  |  |                                      |                                      |                                      |
|  | Municipal                              | 0                                      | 0                                      |   |               |                                           |                                           |                                           |  |  |                                      |                                      |                                      |

### Xinabajul - Suchitepéquez
| 25 de marzo de 2009 | Suchitepéquez                                               | 3-2 | Xinabajul                             | Estadio Los Cuchumatanes, Huehuetenango |  |
|                     | Walter Estrada 10' · Edwin Villatoro 78' · Luis Delgado 87' |     | Mynor Dávila 17' · Edgar Martínez 50' |                                         |  |

| 15 de abril de 2009 | Suchitepéquez | 3-0 | Xinabajul | Estadio Carlos Salazar Hijo, Mazatenango |  |

### Malacateco - Comunicaciones
| 25 de marzo de 2009 | Malacateco                   | 3-1 | Comunicaciones           | Estadio Santa Lucía, Malacatán |  |
|                     | Norton Griffiths 10' 18' 82' |     | Héctor Saúl de Matta 11' |                                |  |

| 15 de abril de 2009 | Comunicaciones                          | 2-0 | Malacateco | Estadio Cementos Progreso, Ciudad de Guatemala |  |
|                     | Dwight Pezzarossi 50' · Edgar Cotto 77' |     |            |                                                |  |

### Zacapa - Jalapa
| 25 de marzo de 2009 | Zacapa                                                  | 3-1 | Jalapa                 | Estadio David Ordóñez Bardales, Zacapa |  |
|                     | Erick Priego 20' · Luis Ibarra 56' · Richar de León 75' |     | Edgar Herrarte 4' (ag) |                                        |  |

| 15 de abril de 2009 | Jalapa | 1-0 | Zacapa | Estadio Las Flores, Jalapa |  |

### Suchitepéquez - Comunicaciones
| 28 de abril de 2009 | Suchitepéquez      | 1-1 | Comunicaciones      | Estadio Carlos Salazar Hijo, Mazatenango |  |
|                     | Ediño Cardenas 66' |     | Juan José Prado 88' |                                          |  |

| 6 de mayo de 2009 | CSD Comunicaciones                                                      | 4-0 | Suchitepéquez | Estadio Cementos Progreso, Ciudad de Guatemala |  |
|                   | Bryan Ordoñez 19' · Dwight Pezzarossi 44' · Tránsito Montepeque 61' 82' |     |               |                                                |  |

### Zacapa - Petapa
| 29 de abril de 2009 | Zacapa               | 2-0 | Petapa | Estadio David Ordoñez Bardales, Zacapa |  |
|                     | Erick Priego 22' 42' |     |        |                                        |  |

| 6 de mayo de 2009 | Petapa                  | 1-0 | Zacapa | Estadio Julio A. Cobar, Ciudad de Guatemala |  |
|                   | Ricardo Trigueño Foster |     |        |                                             |  |

## Final
| 13 de mayo de 2009 (20:00) | Zacapa              | 1-1 | CSD Comunicaciones      | Estadio David Ordoñez Bardales, Zacapa |  |
|                            | Érick Villatoro 65' |     | Tránsito Montepeque 63' |                                        |  |

| 20 de mayo de 2009 (18:00) | Comunicaciones                                                          | 4-0     | Zacapa | Estadio Cementos Progreso, Ciudad de Guatemala |                                 |
|                            | Tránsito Montepeque 16' 49' · Carlos Gallardo 31' · Abner Trigueros 88' | Reporte |        | Asistencia: 12.000 espectadores                | Asistencia: 12.000 espectadores |